# Мончегорський міський округ
Мо́нчего́рський міськи́й о́круг (рос. Мончегорский городской округ) — міський округ у складі Мурманської області, Росія. Адміністративний центр — місто Мончегорськ.

## Адміністративний поділ
До складу міського округу входять такі населені пункти:
| Населений пункт | Населення, осіб (2010) |
| --------------- | ---------------------- |
| 25 км           | 255                    |
| 27 км           | 2359                   |
| Мончегорськ     | 45361                  |